# Pristimantis actinolaimus
Pristimantis actinolaimus is een kikker uit de familie Strabomantidae. De soortnaam werd voor het eerst wetenschappelijk gepubliceerd door Lynch & Rueda-Almonacid in 1998 onder de naam Eleutherodactylus actinolaimus maar wordt sinds 2007 door Heinicke, Duellman & Hedges onderverdeeld binnen het geslacht Pristimantis. De enige gekende plaats waar Pristimantis actinolaimus voorkomt is in El Estadero in het departement Caldas in Colombia, op een hoogte van 2000 tot 2200 meter boven het zeeniveau en zou een verspreidingsgebied van 137km2